# Joachim Heinrich Campe
Joachim Heinrich Campe (ur. 29 czerwca 1746 w Deensen w księstwie Brunszwiku, zm. 22 października 1818 w Brunszwiku) – niemiecki leksykograf, purysta językowy, pedagog, pisarz, wydawca.

## Życiorys
Campe urodził się w 1746 roku w rodzinie kupieckiej, uczęszczał do wiejskiej szkoły, brał też lekcje prywatne. W wieku 14 lat rozpoczął naukę w szkole przyklasztornej w Holzminden. Od 1765 Campe studiował teologię na uniwersytecie w Helmstedt, tam wstępuje do stowarzyszenia językowego „Teutsche Gesellschaft”. Swoje studia kontynuuje w Halle. Po studiach zostaje nauczycielem i wychowawcą, m.in. jest prywatnym nauczycielem Alexandra i Wilhelma von Humboldtów w Berlinie, zostaje też kaznodzieją kościoła w Poczdamie. Jako trzydziestolatek wstępuje do Dessauer Philantropinum założonego w roku 1774 przez Basedowa. Przejmuje poglądy filantropizmu, który głosił naturalną równość wszystkich ludzi, akcentował związki człowieka z naturą, a również rolę intelektu. Z powodu kłopotów finansowych i konfliktów z innymi wychowawcami Filantropinum Campe opuszcza Dessau i przeprowadza się do Hamburga, gdzie zakłada własne wydawnictwo oraz rodzinny zakład wychowawczy. Po 5 latach pobytu w Hamburgu Campe przeprowadza się na wieś, 20 kilometrów od Hamburga, aby zgodnie z ideami Rousseau wieść spokojne życie na łonie natury, z dala od cywilizacji. W 1786 książę brunszwicki mianuje go radcą szkolnym i powierza mu reformę całego szkolnictwa. Jednak jego plany reform zostają uznane za zbyt radykalne i Campe traci swą funkcję. W roku 1788 razem z przyjaciółmi zakłada czasopismo Braunschweigisches Journal, przeznaczone nie tylko dla wykształconych elit, ale też dla prostych ludzi. W roku 1789 Campe jedzie do Francji, aby naocznie być świadkiem „pogrzebu francuskiego despotyzmu” („Leichenbegängnis des französischen Despotismus“). Z Francji pisze swoje „Listy z Paryża” (Briefe aus Paris), w których nawiązuje do sytuacji w Niemczech, wyrażając nadzieję, że Niemcy pójdą za przykładem Francji. W niektórych kręgach w Niemczech uchodzi za wywrotowca i w późniejszych swoich listach unika już bezpośrednich aluzji do Niemiec. Po powrocie do kraju zajmuje się teraz głównie tematyką języka niemieckiego i jego „czystości”. W założonym przez siebie czasopiśmie „Beiträge zur weitern Ausbildung der Deutschen Sprache” publikuje w roku 1795 swój artykuł na temat niemieckiego języka literackiego (za Schiewe 1989, 237). Język niemiecki – twierdzi Campe – powinien opierać się na języku pisanym znaczących pisarzy wszystkich niemieckich prowincji.

## Twórczość
W roli leksykografa Campe jest znany jako autor obszernego 5-tomowego słownika języka niemieckiego („Wörterbuch der deutschen Sprache”, rok 1807). Jednak miejsce w historii zyskał głównie jako autor pierwszego słownika zniemczającego z roku 1801. Słownik tworzą alfabetycznie ułożone wyrazy pochodzenia obcego, dla których autor proponuje wyrazy rodzime, czyli zniemczenia. Nie zawsze były to propozycje udane, por.: Geistesanbau zamiast Kultur, Luftbeschaffenheit zamiast Klima. Z udanych zniemczeń Campego można wymienić: ausdrücklich – express, Misserfolg (Insuccess).
Jürgen Schiewe szacuje, że z ok. 11 000 propozycji zniemczeń Campego zachowało się w języku niemieckim 200 – 300 wyrazów.
We współczesnym słownictwie niemieckim funkcjonują takie wyrazy pochodzące od Campego jak: Alleinhandel (Monopol), Beweggrund (Motiv), herkömmlich (traditionell), Missverständnis (malentendu), nachträglich (post festum), stichhaltig (plausibel), Umgebung (environs, milieu), Umwälzung (Revolution), unentgeltlich (gratis), unumwunden (sans détours) Ureinwohner (Autochthoner), Verdammung (condemnatio), verwirklichen (realisieren), Zartgefühl (Delikatesse). Niektóre zniemczenia Campego są używane synonimicznie obok wyrazów obcych, por. Einzelwesen obok Individuum, Freistaat – Republik. Niektóre nie pochodzą bezpośrednio od Campego, ale zostały przez jego słownik rozpowszechnione.
Campe kierował się motywami oświeceniowymi. Uważał, że wyrazy obce typu Mathematik, Philosophie, Religion nie dla wszystkich są zrozumiałe, co utrudnia szerzenie wiedzy wśród prostych ludzi. Wyrazy te należy zastąpić wyrazami o zrozumiałej i przejrzystej strukturze (Größenlehre, Vernunftslehre, Gotteslehre). Również tutaj poglądy Campego są zbyt radykalne – chciał zastąpić zadomowione zapożyczenia przez neologizmy o skomplikowanej strukturze. We wstępie do swojego dzieła Campe jako źródła swoich zniemczeń wymienia m.in.: najstarsze zabytki piśmiennictwa niemieckiego, pisma Marcina Lutra, teksty czołowych pisarzy, dialekty, wreszcie własne neologizmy.
W r. 1779 ukazuje się powieść Campego dla młodzieży „Robinson der Jüngere” („Robinson Młodszy”), została ona przetłumaczona na prawie wszystkie języki europejskie (również na język polski), ukazała się nawet jej wersja łacińska. W latach 1785–1791 Campe współredaguje monumentalne dzieło pedagogiczne „Allgemeine Revision des gesamten Schul- und Erziehungswesens” („Powszechna rewizja całego szkolnictwa i wychowania”). Popularność przyniosły mu też rozprawki dotyczące wychowania dzieci, jak „Väterlicher Rat für meine Tochter” („Ojcowskie rady dla mojej córki“) (1787).
Joachim Heinrich Campe – ważna postać niemieckiej kultury – prowadził szeroką działalność na różnych polach. Do historii przeszedł jednak głównie jako autor pierwszego słownika zniemczającego z roku 1801. Działalność purystyczna Campego miała swoje jasne i ciemne strony. Poprzez tworzenie nowych wyrazów (zniemczeń) przyczynił się Campe do wzbogacenia niemieckiego słownictwa. Z drugiej strony zapoczątkował proces tworzenia oddzielnych słowników (tzw. słowników zniemczających) dla wyrazów zapożyczonych z innych języków, stygmatyzując je jako obce niepotrzebne elementy. Tymczasem wyrazy pochodzenia obcego stanowią integralną część każdego języka, również języka niemieckiego. Wyrazy obce w języku niemieckim są również wyrazami niemieckimi. Analogicznie można to odnieść do języka polskiego.
Prace Joachima Heinricha Campe przetłumaczyli na język polski m.in. Krystyn Lach Szyrma (Przypadki Robinsona, 1830, sześć wyd. w latach 1841–1860) i Józef Władysław Bychowiec (Wiadomości i prawidła moralne dla młodzieży bez doświadczenia, Krótki wyjątek z Teofrona, 1821).